# 긍양
긍양(兢讓: 878-956)은 신라 말기 및 고려 초의 고승이다. 속성은 왕(王)씨이며 시호는 정진(靜眞)이다.
효공왕 4년에 입당하여 도연(道緣)에게서 대오(大悟)하고, 경애왕 원년(924)에 돌아오니 경애왕이 봉종대사(奉宗大師)라는 호를 주었다. 그 뒤 희양산(曦陽山) 봉암사(鳳巖寺)에서 선실(禪室)을 일으키고 태조 · 혜종 · 정종 · 광종 등 역대 왕의 존신(尊信)을 받았다. 광종(光宗)이 그에게 증공대사(證空大師)라는 존호를 가하였고, 그의 제자에 형초(迥超)가 있어 법을 전하였다.

## 참고 문헌
- 이 문서에는 다음커뮤니케이션(현 카카오)에서 GFDL 또는 CC-SA 라이선스로 배포한 글로벌 세계대백과사전의 내용을 기초로 작성된 글이 포함되어 있습니다.